# ارتش جمهوری‌خواه ایرلند (۱۹۲۲–۱۹۱۹)
ارتش آزادی‌خواه ایرلند (ایرلندی: Óglaigh na hÉireann) سازمانی انقلابی و نظامی بود که برای باز پس‌گیری ایرلند از بریتانیا و سپس برای یکپارچگی دو ایرلند (جنوبی و شمالی) تشکیل شد. بیشتر نمایندگان ارتش را سازمان داوطلبان ایرلندی تشکیل می‌دادند؛ سازمانی که در ۲۵ نوامبر ۱۹۱۳ تأسیس شده بود و در آوریل ۱۹۱۶ قیام عید پاک را علیه حکومت بریتانیا بر این جزیره ترتیب داده بود. سه سال پس از این شورش، ارتش آزادی‌خواه توسط اعضای برجسته سازمان داوطلبان بنیان نهاده شد. از آن پس تا سال ۱۹۲۱ و جنگ استقلال ایرلند، آزادی خواهان عملیات چریکی وسیعی علیه نیروهای بریتانیایی ترتیب دادند.
سرانجام در سال ۱۹۲۲، ایرلند جنوبی با نام دولت آزاد ایرلند به استقلال واقعی رسید. شش استان در شمال ایرلند در کنترل پادشاهی متحد باقی‌ماندند که ملقب به ایرلند شمالی است. همین مسئله (ایرلند شمالی) شکافی در سازمان به‌وجود آورد. اعضایی که از صلح با بریتانیا پشتیبانی می‌نمودند به رهبری مایکل کولینز هسته ارتش ملی ایرلند (ارتش دولت آزاد) را تشکیل دادند. گروه دوم که مخالف این توافق بودند و خواستار کنترل سراسر خاک ایرلند بود، نام خود را (ارتش جمهوریخواه) حفظ نمود و در سالهای ۱۹۲۲ تا ۲۳ با همرزمان پیشین خود وارد جنگ داخلی شدند. این نیروی شبه نظامی در این جنگ داخلی دچار شکست شد و از آن هنگام تاکنون با هدف سرنگونی دولت آزاد ایرلند و ایرلند شمالی مشغول به فعالیت بوده است.